# Trzcińsko-Zdrój
Trzcińsko-Zdrój (niem. Bad Schönfließ) – miasto w zachodniej Polsce, w woj. zachodniopomorskim, w powiecie gryfińskim, siedziba gminy miejsko-wiejskiej Trzcińsko-Zdrój, nad rzeką Rurzycą.
Według danych z 31 grudnia 2021 r. miasto miało 2171 mieszkańców.
Pod względem historycznym Trzcińsko-Zdrój leży na Pomorzu Zachodnim.
W latach 1946–1998 miasto administracyjnie należało do woj. szczecińskiego.

## Środowisko naturalne
Trzcińsko-Zdrój leży nad rzeką Rurzycą na Pojezierzu Myśliborskim, należącym do Pojezierzy Zachodniopomorskich. Miasto położone jest w południowo-zachodniej części woj. zachodniopomorskiego. Rurzyca wypływa z Jeziora Miejskiego, które zajmuje powierzchnię 43,6 ha i posiada III klasę czystości.
Według danych z 1 stycznia 2010 r. powierzchnia miasta wynosiła 2,33 km².
Trzcińsko-Zdrój jest położone 12 km na wschód od Chojny na wysokości 55 m n.p.m..
| Rodzaj                       | Powierzchnia | %      |
| ---------------------------- | ------------ | ------ |
| Użytki rolne                 | 102 ha       | 43,78% |
| Lasy i grunty leśne          | 142 ha       | 1,29%  |
| Pozostałe grunty i nieużytki | 128 ha       | 54,94% |
| Σ                            | 2567         | 100    |

## Historia
Początkiem dzisiejszego miasta była prawdopodobnie słowiańska osada rybacka powstała we wczesnym średniowieczu na wyspie jeziora. Do końca XII wieku, podobnie jak sąsiednie osady i grody, podlegała ośrodkowi władzy kasztelańskiej w Cedyni. W 1248 roku, podczas wizytacji zakonu templariuszy w Rurce, biskup kamieński Wilhelm nadał przywilej zbierania dziesięciny od ludności wsi, zanotowanej jako Sconenvlete (Schönfließ). Dzięki dogodnemu położeniu na skrzyżowaniu szlaków handlowych z Wielkopolski do Szczecina i z Pomorza do ziem wieleckich osada szybko się rozwijała. W połowie XIII w. Trzcińsko i okolice weszły w skład Nowej Marchii, która oddzieliła księstwo zachodniopomorskie od Polski. Po przybyciu rodziny Werbenów w drugiej połowie XIII wieku i otrzymaniu jako przywilejów m.in. jeziora i grodziska, rozpoczyna się przebudowa osady. Układ architektoniczny z tego czasu pozostał czytelny do dziś. W centrum miasta został wybudowany kościół i dom kupiecki, który zaczął wkrótce pełnić funkcje ratusza, uważanego obecnie za jeden z najstarszych i najlepiej zachowanych zabytków w Polsce. Data uzyskania praw miejskich nie jest dokładnie znana – pierwsza wzmianka o Trzcińsku jako mieście pojawiła się bowiem w 1281, gdy otrzymało prawa targowe. W 1296 roku miasto uczestniczyło w budowie domu handlowego w Baniach, pozostawiając sobie prawo do prowadzenia w nim wymiany i sprzedaży towarów. W XIV wieku miasto uzyskało prawo wywozu zboża, prowadzenia wolnego jarmarku oraz zwolnienie z opłat celnych w okresie Nowej Marchii. Miasto było także zwolnione od ceł (na stałe od 1356).

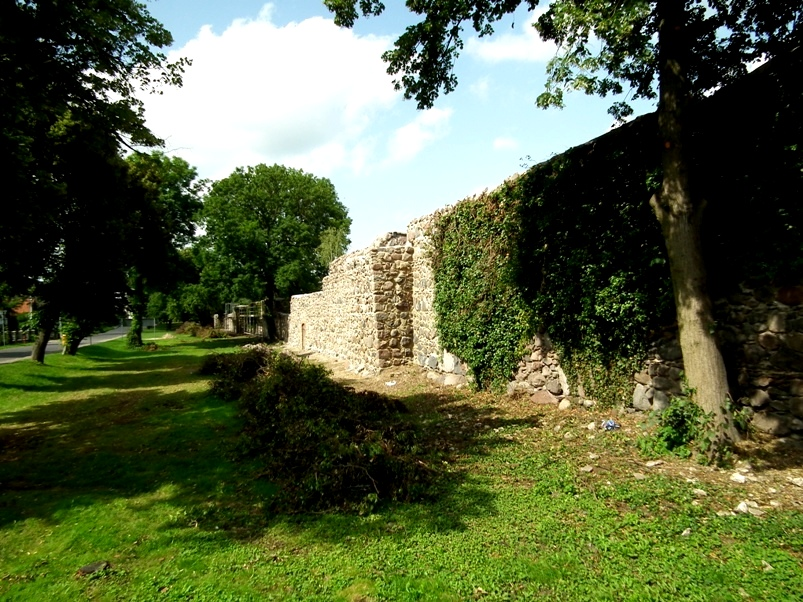
Średniowieczne mury miejskie

Od 1373 we władaniu Korony Czeskiej, której władcy z czasem podjęli próby sprzedaży regionu z racji na jego peryferyjność. W 1402 zawarto porozumienie w sprawie sprzedaży miasta z regionem Polsce, jednakże jeszcze w tym samym roku sprzedano je Krzyżakom. W czasie wojny polsko-krzyżackiej w 1433 zostało zniszczone przez husytów. Po wybuchu kolejnej wojny polsko-krzyżackiej w 1454 Krzyżacy sprzedali miasto z regionem w celu pozyskania funduszy na prowadzenie wojny. W 1468 zostało zniszczone przez książąt pomorskich. Około 1483 roku przystąpiono do rozbudowy systemów bramnych. W roku 1538 miasto zostało przejęte przez margrabiego Jana kostrzyńskiego, który wprowadził w mieście wiarę protestancką. Największą ruinę przyniosła miastu wojna trzydziestoletnia – wojska cesarskie zajęły miasto w 1627 roku, a później ograbili je w 1630 roku żołnierze szwedzcy Gustawa Adolfa. Ostatecznie w 1634 roku doszczętnie spaliły i zniszczyły Trzcińsko wojska Wallensteina. Dopiero w XVIII w. sytuacja ekonomiczna miasta zaczęła się poprawiać. Dalszą poprawę zaobserwowano w XIX w. W roku 1870 zburzono zabytkową Bramę Strzeszowską. W 1899 Trzcińsko uzyskało połączenie kolejowe z Pyrzycami i Godkowem.
W 1895 w okolicy miejscowy lekarz odkrył pokłady torfu borowinowego, dzięki czemu Trzcińsko stało się miejscowością uzdrowiskową. Założono pierwsze kąpielisko a następnie zakład leczniczy. Do zakładu tego przyjeżdżali chorzy z całej północnej Europy, a miasto otrzymało tytuł Zdrój.
Do II wojny światowej Trzcińsko było typowym miasteczkiem o funkcjach rolniczych, połowę powierzchni miasta stanowiły pola uprawne. Przejście frontu w 1945 spowodowały zniszczenia na poziomie 20%. Po 1945 uruchomiono młyn, tartak, zakład produkujący prefabrykaty budowlane, zakłady obsługujące rolnictwo wybudowano szkołę, bibliotekę i dom kultury. W 1948 zamknięto dom zdrojowy.

## Demografia

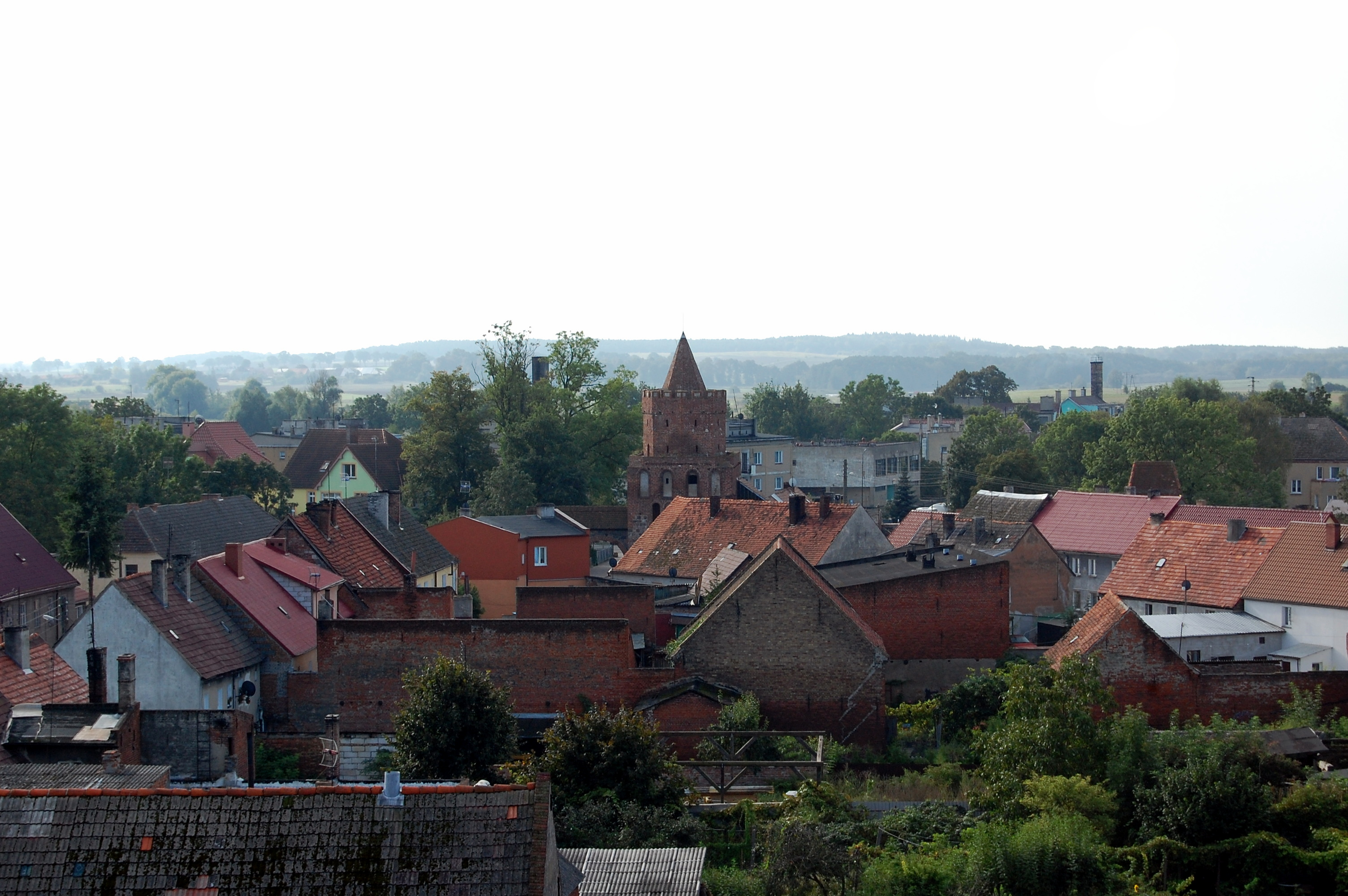
Panorama starego miasta

Struktura demograficzna mieszkańców Trzcińska-Zdroju według danych z 31 grudnia 2007:

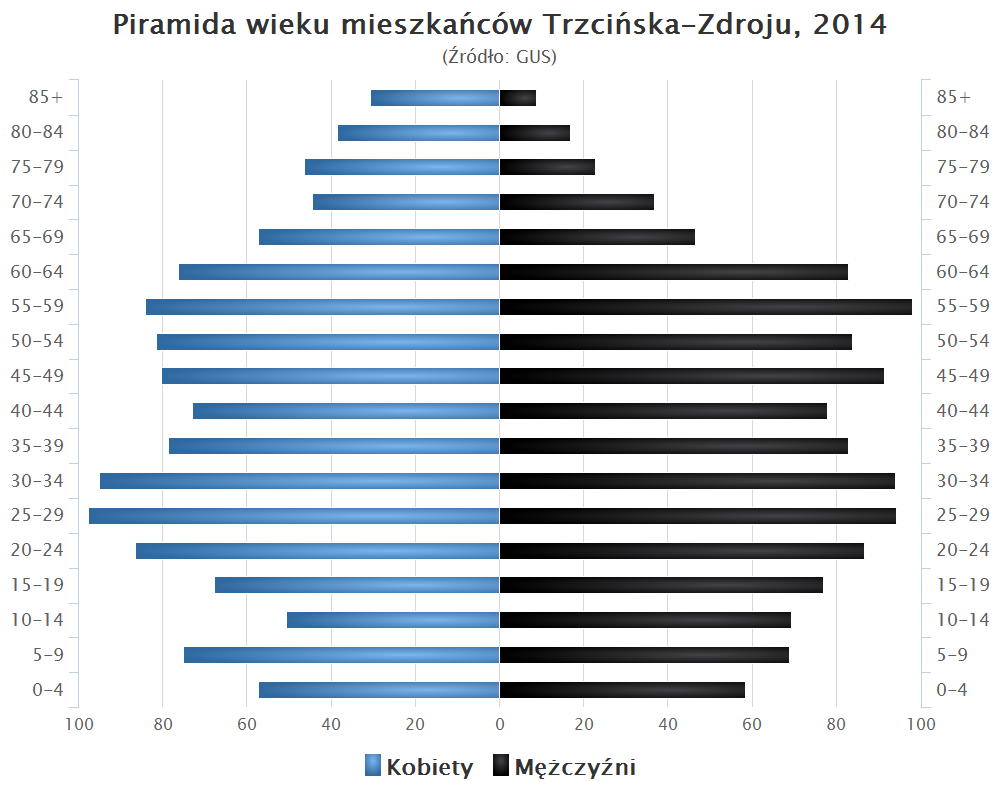
Piramida wieku mieszkańców Trzcińska-Zdroju w 2014 roku

| Opis                                | Ogółem | Ogółem | Kobiety | Kobiety | Mężczyźni | Mężczyźni |
| ----------------------------------- | ------ | ------ | ------- | ------- | --------- | --------- |
| Jednostka                           | osób   | %      | osób    | %       | osób      | %         |
| Populacja                           | 2453   | 100    | 1247    | 50,84   | 1206      | 49,16     |
| Wiek przedprodukcyjny (0–17 lat)    | 513    | 20,91  | 231     | 9,42    | 282       | 11,5      |
| Wiek produkcyjny (18–65 lat)        | 1524   | 62,13  | 731     | 29,8    | 793       | 32,33     |
| Wiek poprodukcyjny (powyżej 65 lat) | 416    | 16,96  | 285     | 11,62   | 131       | 5,34      |

## Architektura

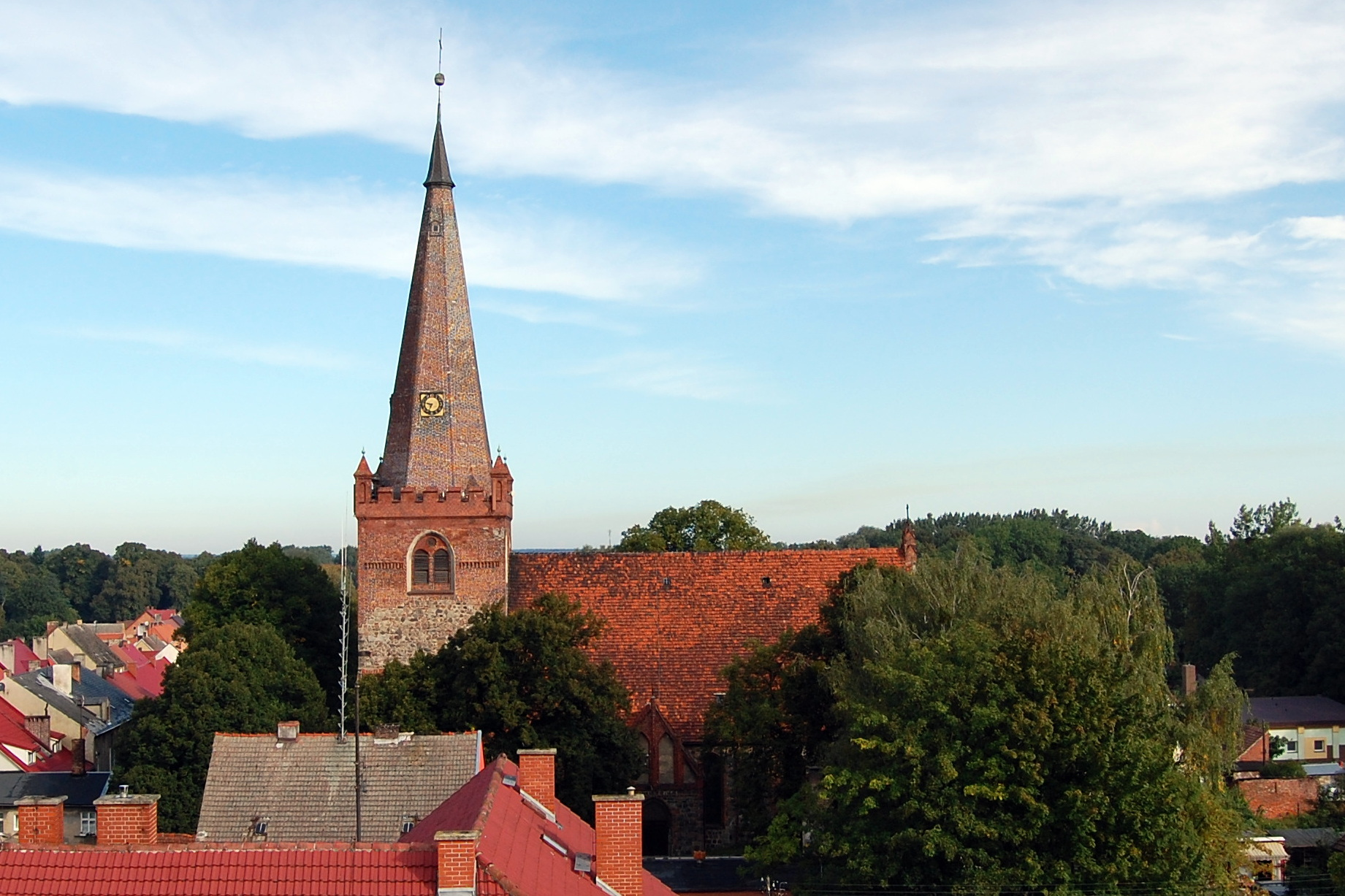
Kościół
Matki Bożej Nieustającej Pomocy

Zabytki chronione prawem w Trzcińsku:
- teren Starego Miasta z 1. połowy XIII w.[10]
- kościół pw. MB Nieustającej Pomocy z XIII–XV w.,

- mury obronne z początku XIV, końca XV, końca XIX, posiadające 25 baszt i 2 bramy
  - Brama Myśliborska z początku XIV i nadbudowana w cegle na początku i pod koniec XV wieku. Rozbudowana w XV wieku o przedbramie, rozebrane ostatecznie w 1919 roku. Odbudowana w 1860 roku. Zespół bramy złożony był z zachowanej bramy wewnętrznej, szyi bramnej oraz bramy przedniej. W elewacji zewnętrznej dwie przypory z prowadnicami brony, wyżej zdobione blendami. Tuż pod gankiem obronnym trzy otwory szczelinowe, z których dwa zewnętrzne w miejscu blend lub okien. W elewacji wewnętrznej dwa rzędy ostrołukowych blend. Od strony wschodniej na wysokości drugiej kondygnacji otwór będący najprawdopodobniej pozostałością danskera. Od strony wewnętrznej przejazdu zachowane pozostałości drewnianych wierzei, blokowanych za pomocą kamiennych głazów wysuniętych przed lico muru. Otwory szczelinowe posiadają belki z otworami na hakownice. Połączenia międzypoziomowe rozwiązano za pomocą drabin. W tamburze szczeliny strzelnicze na każdym boku. Przejście graniastosłupa w ośmiobok za pomocą tromp.
  - Brama Chojeńska z początku XIV i nadbudowana w cegle w końcu XV wieku. W tym też czasie rozbudowana o przedbramie zburzone w końcu XIX wieku. W 1912 roku wybito obok bramy niewielką furtkę dla pieszych. Do XIX wieku zespół bramy składał się z bramy wewnętrznej, szyi bramnej i przedbramia. Elewacja posiada jedynie dwie ceglane przypory, być może pozostałości szyi bramnej, ze śladami prowadnic brony. W elewacji wewnętrznej w pierwszej kondygnacji otwór wejściowy, przemurowany w cegle. Wyżej rząd czterech wysokich blend, jedna z otworem. Z części graniastej zakończonej blankowaniem wyrasta ośmioboczny, dwukondygnacyjny nieregularny tambur wysokości 3,5 m. Na bokach tamburu znajdują się otwory szczelinowe. Górny stopień zwieńczony jest blendowanym krenelażem, pod którym przebiega fryz ażurowy. Budowlę wieńczy ośmioboczny ostrosłup.
  - Baszta Prochowa z końca XV wieku, w wyniku zamknięcia czatowni półkolistej z początku XIV wieku. Gotycka, kamienno-ceglana, trójkondygnacyjna, na rzucie koła o średnicy 5,8 m i wysokości 16,5 m. Dolna część, będąca pozostałością dawnej czatowni, wzniesiona jest z kamienia polnego. Wyżej część ceglana, z otworami strzelniczymi, zwieńczona gankiem obronnym, zakończonym prostym murem bez blankowania (obecnie częściowo zniszczonym). Całość nakryta wysmukłym stożkiem ceglanym z bocianim gniazdem.
  - Baszta Bociania – zbudowana w końcu XV wieku w stylu gotyckim, w wyniku przebudowy prostokątnej czatowni z 1 połowy XIV wieku. W XIX wieku do baszty dobudowano dom mieszkalny. Baszta dwustopniowa, wysokości 13 m. Dwukondygnacyjny stopień dolny (wysokości 6,5 m) na rzucie prostokąta o wymiarach 5,2 x 5,4 m, wzniesiony jest z kamienia (pozostałość dawnej czatowni), z narożami i ścianą wewnętrzną z cegły. Wyżej ceglany stopień górny (wysokości 3,8 m), również dwukondygnacyjny, zakończony prostym murem. Dwustopniowość baszty zaznaczona jest wyłącznie w elewacjach łączących się bezpośrednio z kurtyną muru. Od strony wewnętrznej i zewnętrznej baszta zamknięta jest prostymi ścianami. W elewacji zewnętrznej trzy pary otworów szczelinowych. Ze stopnia górnego wyrasta wieloboczny ostrosłup z bocianim gniazdem.

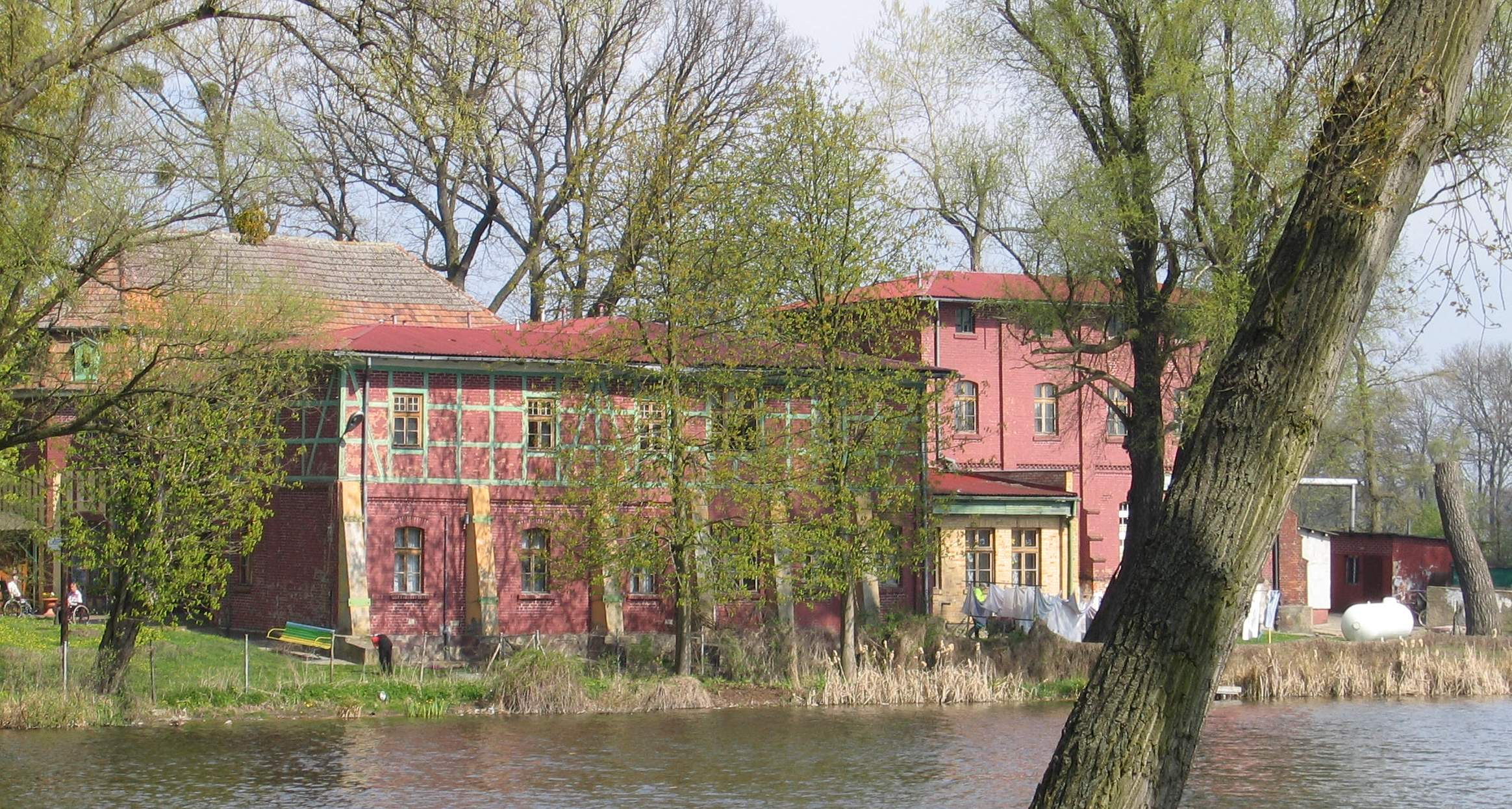
Dom zdrojowy

- ratusz z 2. połowy XIII w., XV–XVI w.,
- kamienica na rogu ul. Kościuszki 1 i Chojnickiej 2 z końca XIX w.,
- kamienica przy ul. 2 Lutego 20 – przychodnia,
- dom przy ul. Kościuszki 7 – przedszkole miejskie,
- szkoła przy ul. 2 Lutego 3 (z wyłączeniem wtórnie dobudowanej jednokondygnacyjnej przybudówki od strony północnej),
- zespół domu zdrojowego z przełomu XIX/XX w., obejmujący dom zdrojowy, kotłownię, salę gimnastyczną i kuchnię oraz park zdrojowy, obecnie obiekt stanowi Dom Pomocy Społecznej (Al. Róż 1),
- poczta przy Rynku 3 z ok. 1885.

## Infrastruktura

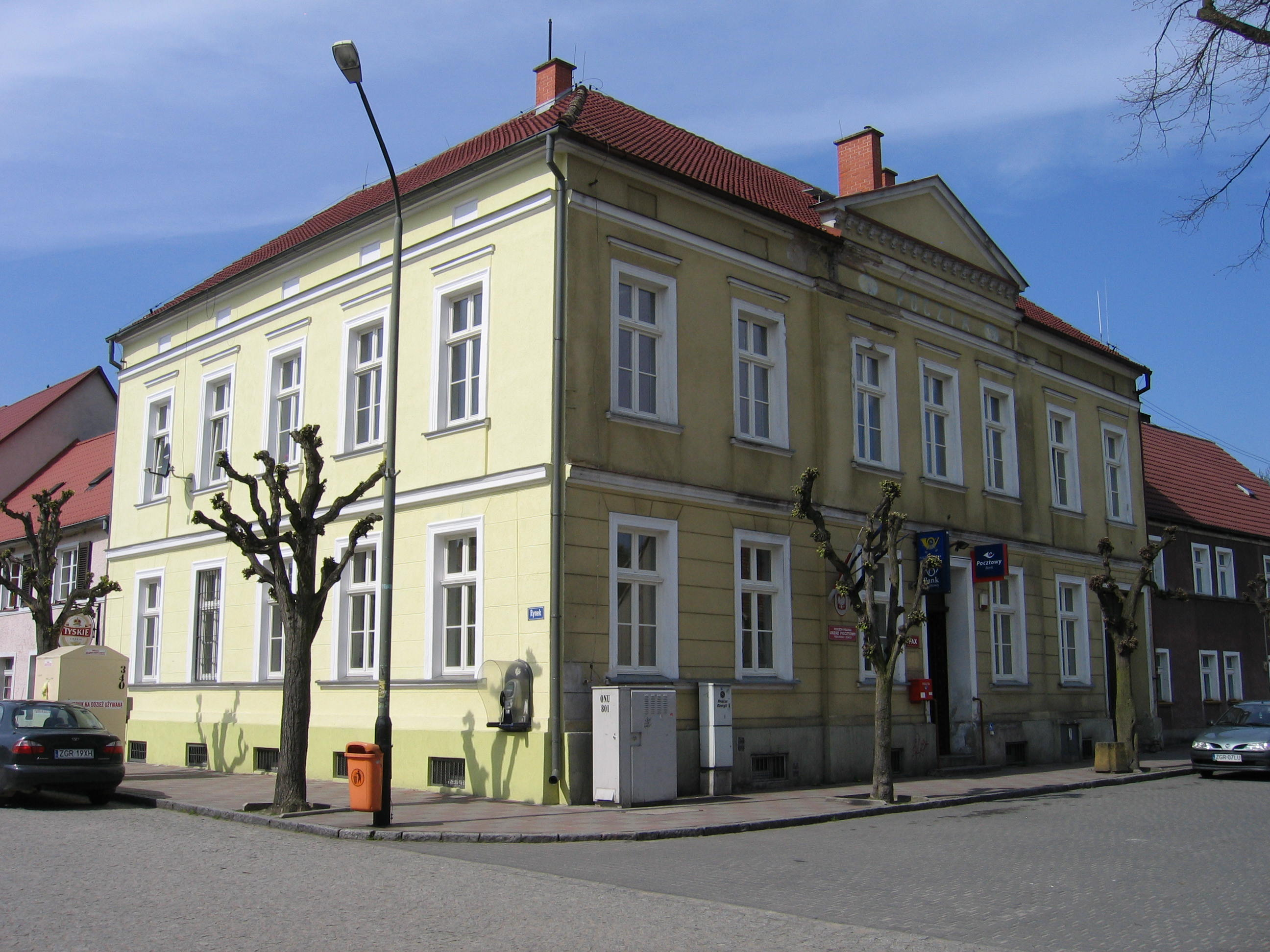
Budynek poczty

Trzcińsko posiada urząd pocztowy, przedszkole miejskie, Szkołę Podstawową im. Stefana Żeromskiego, piekarnię, oddział banku spółdzielczego i agencję bankową.
W mieście jest 1 targowisko miejskie, które obejmuje 828 m² (dane z 2006).
Miejscową drużyną piłkarską jest MKS „Orzeł” Trzcińsko-Zdrój.

## Toponimia
W 1946 roku wprowadzono urzędowo nazwę Trzcińsko Zdrój, zastępując poprzednią niemiecką nazwę Schönfließ Nm. Bad (Schönfließ Neumark Bad). Miasto nie utraciło członu -Zdrój po odebraniu statusu uzdrowiska.
Nazwy miejscowości i ich części ustalane są przez Ministra Spraw Wewnętrznych i Administracji, który, po zasięgnięciu opinii Komisji Nazw Miejscowości i Obiektów Fizjograficznych, publikuje wykazy nazw oraz ogłasza ich zmiany w Dzienniku Ustaw. Tak ustalone nazwy są oficjalnymi nazwami urzędowymi. Wszystkie inne formy nazw są nazwami potocznymi.
Nazwa miejscowości Trzcińsko-Zdrój pisana z łącznikiem (dywizem) jest właśnie formą zatwierdzoną urzędowo. Forma nazwy pisana bez łącznika, tzn. Trzcińsko Zdrój, jest natomiast formą potoczną. Do niedawna forma Trzcińsko Zdrój była jednak podawana jako poprawna przez słowniki języka polskiego (np. przez „Nowy słownik ortograficzny PWN”). Powstawał przez to rozdźwięk pomiędzy formą urzędową nazwy tego miasta a formą słownikową. Jednak te różnice przestały istnieć w 2004 r. Wtedy to Rada Języka Polskiego uchwaliła, że dwuczłonowe nazwy wszystkich miejscowości z członem „Zdrój” występującym na drugim miejscu, należy pisać z łącznikiem, co znaczy, że również z językowego punktu widzenia obecnie jedynie poprawną formą jest Trzcińsko-Zdrój.

## Administracja

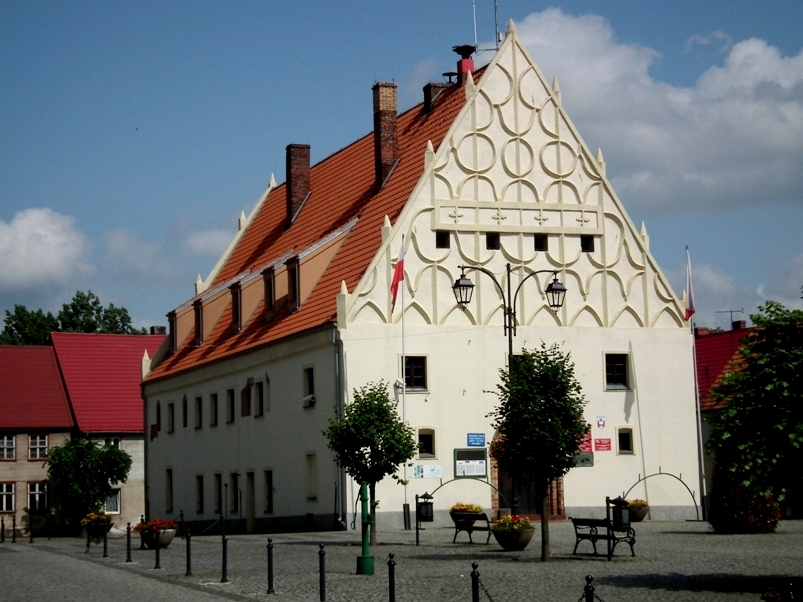
Ratusz

Miasto jest siedzibą gminy miejsko-wiejskiej. Mieszkańcy Trzcińska-Zdroju wybierają do swojej rady miejskiej 7 radnych (7 z 15). Pozostałych 8 radnych wybierają mieszkańcy terenów wiejskich gminy Trzcińsko-Zdrój. Organem wykonawczym jest burmistrz. Siedzibą władz jest budynek na Rynku.
Burmistrzowie Trzcińska-Zdroju:
- Zbigniew Tomasz Łodziewski (2002–2006)
- Zbigniew Leszek Kitlas (2006)
- Bartłomiej Wróbel (od 2018)

Mieszkańcy Trzcińska-Zdroju wybierają posłów na Sejm z okręgu wyborczego nr 41, senatora z okręgu nr 98, a posłów do Parlamentu Europejskiego z okręgu wyborczego nr 13.